# Piazza Maggiore
 (mai 2020).
Si vous disposez d'ouvrages ou d'articles de référence ou si vous connaissez des sites web de qualité traitant du thème abordé ici, merci de compléter l'article en donnant les références utiles à sa vérifiabilité et en les liant à la section « Notes et références ».
La Piazza Maggiore (la « Grande Place »),(« Piâza Mażåur » en Bolonais) est la principale place de Bologne, autour de laquelle se trouvent les plus importants édifices de la ville datant de la période médiévale.
Le plus ancien de tous est le Palazzo del Podestà au nord, qui remonte à 1200, celui-ci est surmonté par la Torre dell'Arengo. À côté, se trouve le Palazzo Re Enzo qui fut ajouté au premier.
L'ouest de la place est fermée par le Palazzo d'Accursio (ou Palazzo Comunale), un complexe architectural monumental du XIVe siècle, qui abrite l'Hôtel de ville, mais aussi le musée Morandi. Ce bâtiment donne également sur la Piazza del Nettuno, conjointe à la Piazza Maggiore, au centre de laquelle trône la Fontaine de Neptune (Fontana del Nettuno), aussi appelée  Fontaine du Géant, réalisée en 1565 par Giambologna.
Au sud, face au Palazzo del Podestà, s'élève la majestueuse façade inachevée de la basilique San Petronio, illustration du gothique italien, dont la construction a débuté à la fin du XIVe siècle et s'est terminée trois siècles plus tard.
L'est de la place est fermée par le Palazzo dei Banchi, érigé entre 1565 et 1568 par Jacques Barozzio. C'est de ce palais que part un portique, qui va jusqu'au Palazzo dell'Archiginnasio, siège médiéval de l'Université de Bologne, son théâtre anatomique, aujourd'hui l'une des plus belles et riches bibliothèques européennes.
Cette place  se développa au XIIIe siècle, quand les Bolonais virent l'importance d'avoir une place destinée au marché. Beaucoup de bâtiments populaires de la zone furent achetés par la Commune puis abattus.
C'est seulement au XVe siècle que la place adopta sa forme actuelle alors qu'au XVIe siècle la zone entière fut réaménagée par volonté papale et son intermédiaire, le Cardinal Légat Charles Borromée. La Piazza del Nettuno fut construite avec sa fontaine ainsi que le Palazzo dell'Archiginnasio.

## Galerie de photographies

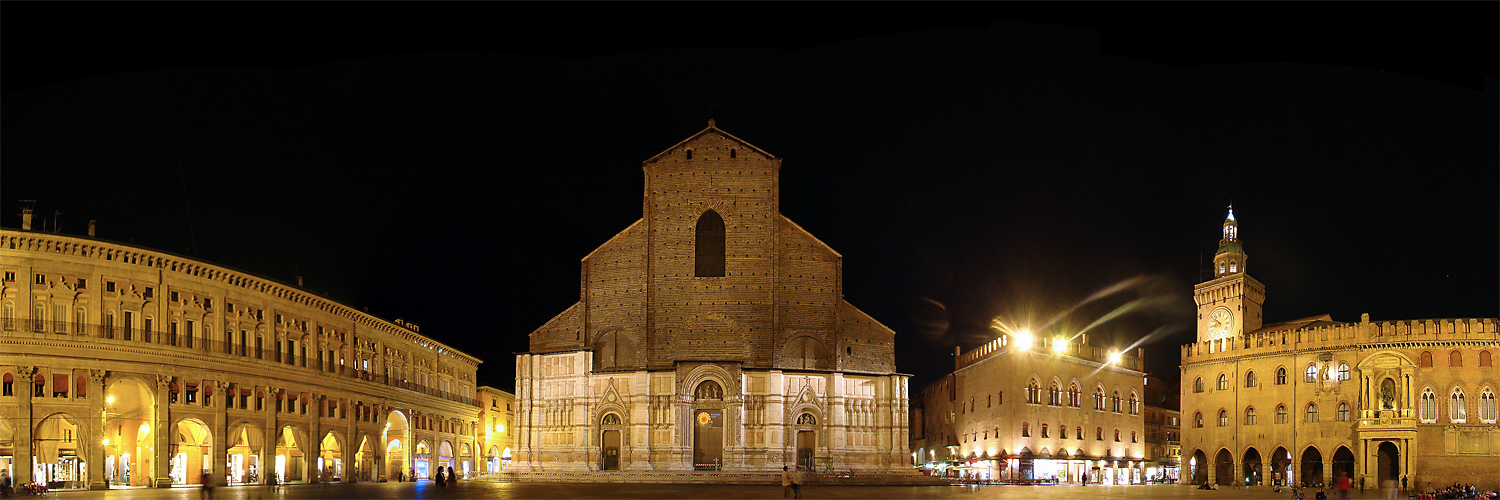
Piazza Maggiore; de gauche à droite: Palazzo dei Banchi, Basilica di San Petronio, Palazzo dei Notai, Palazzo d'Accursio.

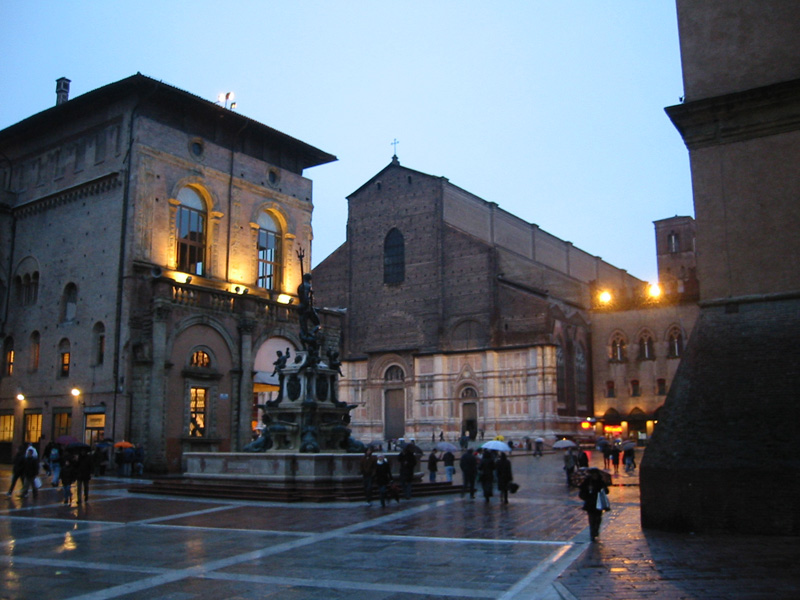
Palazzo del Podestà à gauche, Basilique San Petronio au fond, Fontaine de Neptune au premier plan, Piazza Maggiore en arrière-plan
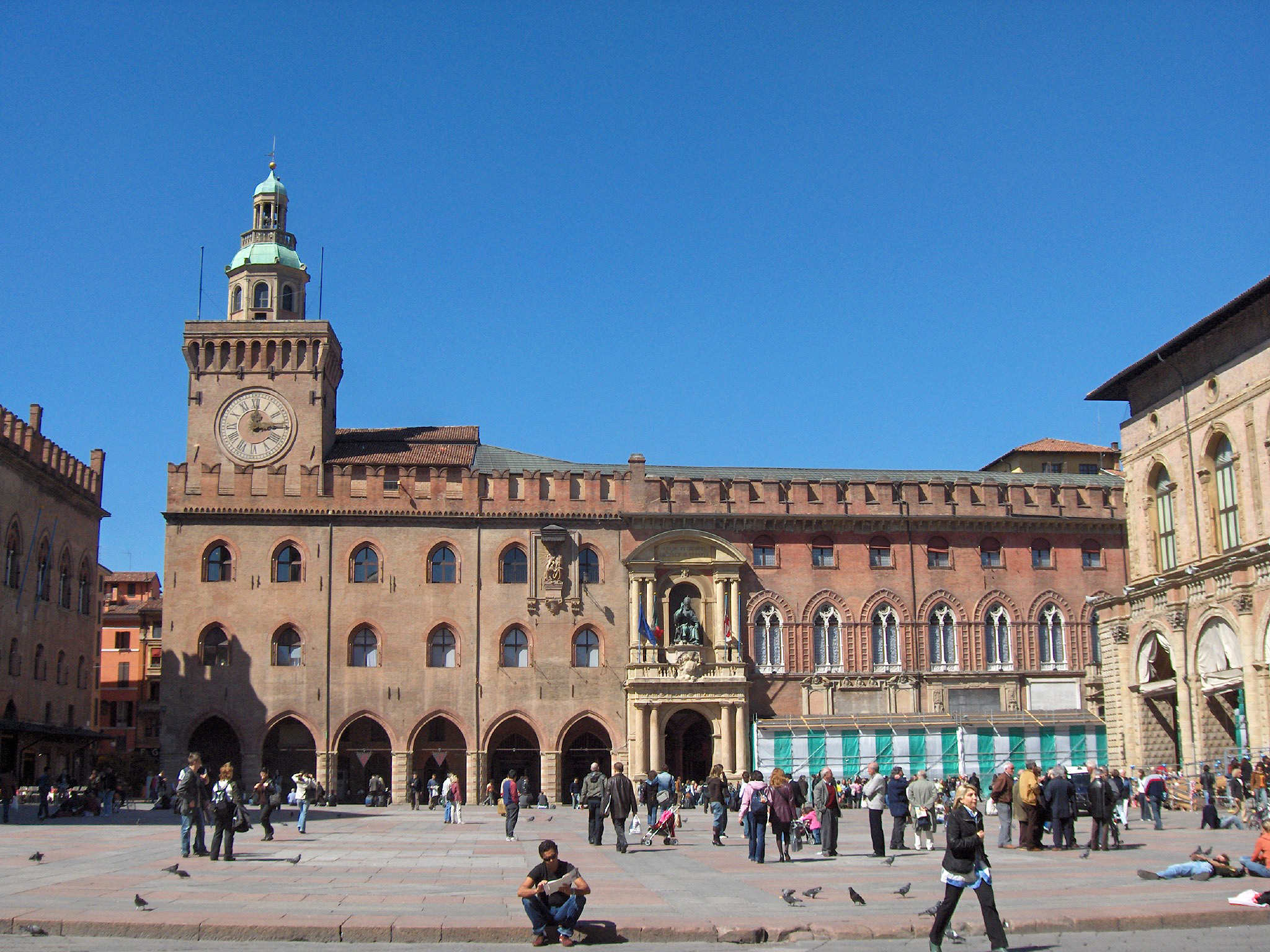
Piazza Maggiore et le Palazzo d'Accursio au fond
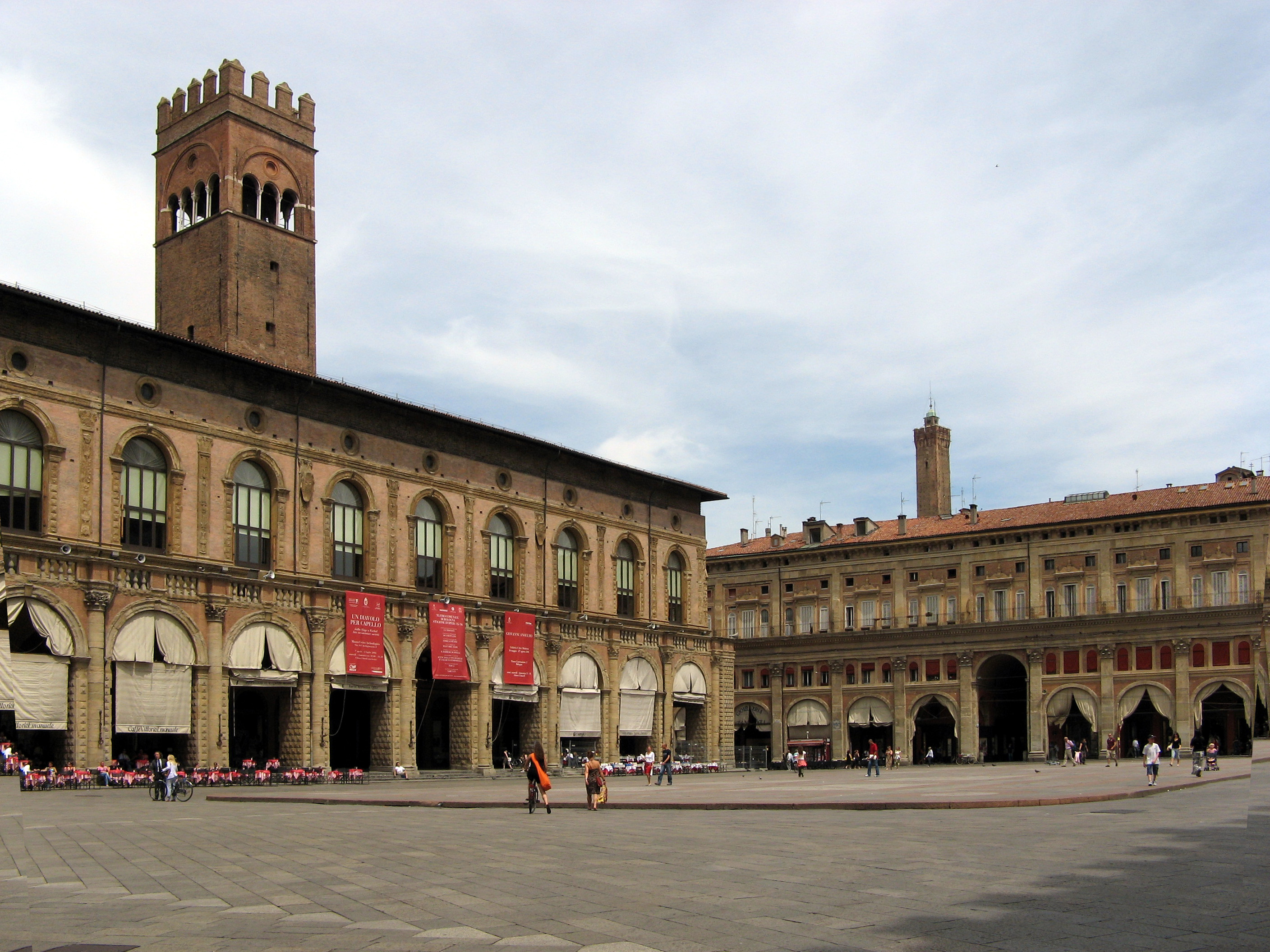
Palazzo del Podestà